# 佐藤淳一
佐藤 淳一（さとう じゅんいち、1980年12月26日 - ）は、プロレスの元レフェリーである。神奈川県横浜市出身。アイスリボンに専属していた。

## 経歴
学生プロレス出身。当時は松永智充らとトリオを組んで活動していた。
1999年、IWA・JAPANに入社し、翌年2000年3月16日、つくば市大会でレフェリーデビュー。2003年、退社。その後フリーとして 主にDDT・ガッツワールドと男子インディー団体を中心に活動。
2007年から2010年までガッツワールド専属で活動。退団後は引退を決めていたが、アイスリボンから声をかけられたことで、最後の団体と決めて専属へ。
2017年11月をもってレフェリーを引退。アイスリボンにて引退興行が開催され、DVDが発売された。引退理由は一言でいうと「奥さん孝行」のため。メインレフェリーは愛弟子である斉藤一二三へ引き継がれた。

## 人物
アイスリボンの関係者からは淳一さん、または淳ちゃん、などと呼ばれていて涙もろい性格から「泣き虫レフェリー」とも呼ばれている。Twitterを行っていないが自身の近況などは世羅りさにツイートしてもらいたい文面と画像をメールで送り世羅が「＃淳一通信」というハッシュタグをつけてメールの内容を定期的にツイートしている。
男子インディー団体出身で、星野勘九郎（大日本プロレス）ら男子レスラーとも親交がある。
かつてはリッキー・フジのファンクラブ会長を務めていた。